# موتيسية سنانية
موتيسية سنانية (الاسم العلمي:Mutisia hastata) هو نوع نباتي يتبع جنس الموتيسية من فصيلة النجمية.